# Hermandad del Resucitado (Écija)
La Hermandad del Santísimo Sacramento, Gloriosa Resurrección de Nuestro Señor Jesucristo, María Santísima de la Alegría y Santa María Magdalena es una hermandad ecijana que procesiona en la mañana del Domingo de Resurrección. Se funda en el año 1601, residiendo siempre en la Parroquia Mayor de Santa Cruz. Es conocida como la Hermandad del Resucitado.

## Historia
La primitiva Archicofradía, se funda con anterioridad a 1580. Con fecha 7 de febrero de 1601, se aprueban primeras las reglas de la cofradía de penitencia que, bajo el título de “Santísimo Descendimiento de la Cruz, Benditísimo Entierro y Resurrección”, se instituyó canónicamente en la Parroquia Mayor de Santa Cruz. Esta Hermandad estaba constituida por la 'nobleza' ecijana, así como un gran número de monjas, ya que la Hermandad admitía a cien hombres y cien mujeres. De esta manera la Semana Santa ecijana quedaba completada y coronada con la incorporación de otro Misterio: la gloriosa Resurrección de Cristo. La hermandad pronto disfrutó de privilegios e indulgencias. El 15 de mayo de 1601, sus hermanos consiguieron agregarla a la Archicofradía homónima establecida en la Iglesia de Santiago de los Españoles de Roma; y quince años más tarde, el 13 de septiembre de 1616, vieron confirmada tal agregación. En 1615 sus cofrades solicitaron agregar el título del Santísimo Sacramento, redactando nuevas reglas que fueron aprobados el 24 de marzo de 1628. A partir de este momento la hermandad se intitulará, además, del “Santísimo Sacramento” y oficiará numerosos cultos destinados a confirmar y exaltar el Misterio de la Eucaristía. Como hermandad de penitencia, hacía su estación en la tarde del Viernes Santo. Con el Santo Entierro se dirigían a los conventos de Santa Inés, de Santa Florentina y del Espíritu Santo para regresar al templo de Santa Cruz. El Domingo de Resurrección, al amanecer, efectuaban una nueva procesión, esta vez con Cristo Resucitado. El siglo XIX marcó la crisis de esta cofradía, que acabó por disolverse en torno a 1850. Desde 1601, la Hermandad contaba con la celebración de la Cruz de Mayo, fiesta que duró hasta 1841.
La Hermandad actual, se reorganiza a finales del año 1979, aprobándose sus reglas el 2 de febrero de 1990, donde se admitían ya la presencia de mujeres. El 6 de abril de 2000, la Hermandad agrega al título corporativo la advocación de Santa María Magdalena. En 1962, sale Cristo Resucitado gracias a unas gestiones de un grupo de ecijanos, saliendo por primera vez como Hermandad en 1980. No será hasta 1988 cuando realice su primera salida procesional María Santísima de la Alegría. La Hermandad también ha recuperado la celebración y cortejo de las Cruces de Mayo.

## Reseña artística
- La Sagrada Imagen del Triunfo de Cristo Resucitado es obra de autor anónimo del siglo XVI, siendo restaurada por Ricardo Comas en 1981. (Aporta la posibilidad de que pudiera ser atribuido a la escuela del Greco)
- María Santísima de la Alegría es talla de Antonio Dubé de Luque en el año 1988.

## Marchas dedicadas
- María Santísima de la Alegría - Jacinto Manuel Rojas Guisado (2003)
- Costaleras de la Alegría - Jacinto Manuel Rojas Guisado (2019)

## Túnicas
Cristo: túnica color crema, con capillo blanco con escudo bordado, capa blanca con franjas rojas a los lados; la punta derecha va cogida en el hombro izquierdo. Cíngulo de cuerda anundada. Guantes, calcetines y zapatillas blancas.
Virgen: Ctúnica color crema, con capillo blanco con escudo bordado, capa blanca con franjas celestes a los lados; la punta derecha va cogida en el hombro izquierdo. Cíngulo de cuerda anundada. Guantes, calcetines y zapatillas blancas.

## Paso por Carrera Oficial
| Predecesor: Santo Entierro (Sábado Santo) | Orden de entrada en Carrera Oficial (Domingo de Resurrección) Única hermandad que realiza estación de penitencia este día | Sucesor: ninguna |

## Curiosidades
- Hasta hace pocos años, los dos pasos eran llevado a hombro, pero recientemente se cambió por trabajaderas.
- María Santísima de la Alegría es llevado por hermanas costaleras. Es dirigido el paso por una capataz.
- La Virgen de la Alegría, al no ser Dolorosa, no lleva lágrimas. Es una de las pocas imágenes marianas en no llevar palio.
- La Hermandad en los últimos años ha sido reducida en cuanto al número de nazarenos, es por lo que en algunas calles, se pueden ver los dos pasos desde el mismo sitio.
- Los nazarenos no llevan cirios. Portan pequeños estandartes similares al que lleva el Cristo.
- El paso del Resucitado, es muy peculiar y diferente al de los demás, al igual que el exorno floral. También porta en el paso un cirio pascual.
- Tiene concedida varias bulas: por Su Santidad Gregorio XIII (1580), Gregorio XIX (1591), Clemente VIII (1604) y Pablo V (1610).
- Por primera vez en la historia de la Hermandad, en 2013 la cofradía no realiza estación de penitencia; hecho que se repitió al año siguiente, en 2014.
- En su estación de penitencia, María Santísima de la Alegría varia su manto blanco bordado en oro y el manto liso celeste, siendo la única Virgen que posee dos mantos. Además en la Magna Mariana de 2015, estrena un ropaje completamente nuevo donde acoge un nuevo manto.
- María Santísima de la Alegría presidió el 28 de junio de 2015 el I Vía-Lucis Mariano de Écija. Para la ocasión vistió manto rosa y saya blanca bordada en oro. Visitó varias Iglesias.